# Elektrárna Kolín
Elektrárna Kolín je původně uhelná tepelná elektrárna na pravém břehu Labe v místní části Kolín V - Zálabí, vyrábějící teplo a elektřinu. Od roku 2024 používá jako zdroj energie jen biomasu. 

## Dějiny
Vybudována byla v letech 1930–32 společností ESSO (Elektrárenský svaz středolabských okresů) na místě bývalého cukrovaru. Vystavěna byla dle návrhu Jaroslava Fragnera ve funkcionalistickém stylu a ačkoliv není památkově chráněna, je považována za významnou technickou památku pro dochování podstatných prvků původního vzhledu českého industriálního funkcionalismu. Elektrárna vyráběla elektřinu dříve primárně ve hnědouhelném kotli K8 z roku 2003 a kromě toho v plynovém kotli K6 z roku 1994. Kromě výroby elektřiny také zásobuje teplem 7000 domácností a průmyslové podniky v okolí. Celkový instalovaný výkon byl 239,7 MWt. Od podzimu roku 2024 přešla elektrárna od uhlí výlučně na spalování biomasy.

## Výbuch
Dne 28. prosince 2020 krátce před 11 hodinou došlo v elektrárně k výbuchu a následnému silnému požáru vznícením uhelného prachu v kotelně, ten byl pod kontrolou až v 16:15 hodin. Podle předběžných odhadů vznikla škoda v řádech desítek milionů korun. Hasiči vyhlásili druhý stupeň a potom třetí stupeň ze čtyř stupňů požáru. Kolín pokryl dým z výbuchu a radnice vyzvala obyvatele Kolína, aby nevětrali. Nikdo se při výbuchu nezranil, a ani nezemřel.[zdroj?]